# 체코슬로바키아의 국장
이 문서는 체코슬로바키아의 국장에 대해 설명한다.

## 1918년–1939년

소형 국장 (1918년-1939년)
중형 국장 (1918년-1939년)
대형 국장 (1918년-1939년)

## 독일 점령기 (1939년–1945년)

보헤미아 모라바 보호령의 소형 국장
보헤미아 모라바 보호령의 대형 국장
주데텐란트 국장
슬로바키아 공화국의 국장

## 1945년–1992년

체코슬로바키아의 국장 (1945년-1960년)
체코슬로바키아의 국장 (1960년-1990년)
체코슬로바키아의 국장 (1990년-1992년)

## 같이 보기
- 체코의 국장
- 슬로바키아의 국장